# Grupa pułkownika Kazimierza Ładosia
Grupa pułkownika Kazimierza Ładosia – związek taktyczny Wojska Polskiego z okresu wojny polsko-bolszewickiej.

## Struktura organizacyjna
Skład 4 sierpnia 1920: 
- dowództwo grupy
- 32 pułk piechoty
- batalion zapasowy 34 pułku piechoty
- II poznański batalion etapowy
- bateria zapasowa 9 pułku artylerii ciężkiej

Kilka dni później gen. Władysław Sikorski wzmocnił grupę  batalionem 111 pp, batalionem 22 pp i pociągiem pancernym „Danuta"